# Dan Eriksson (aktivist)
Dan Eriksson, född 13 september 1982 i Skogås, är en svensk högerextrem aktivist som är ordförande i Det fria Sverige och Europa Terra Nostra.

## Politisk karriär

### Nationaldemokraterna
Mellan 2002 och 2005 var Eriksson aktiv inom Nationaldemokraterna och dess ungdomsflygel, Nationaldemokratisk Ungdom. Han hade befattningar som propagandachef och vice ordförande och var en erkänd talare vid nationalistiska evenemang.

### Svenskarnas Parti
År 2012 gick Eriksson med i Svenskarnas Parti och valdes in i dess partistyrelse i februari samma år. Han ansvarade för partiets internationella kontakter och bidrog som krönikör i partiets tidning, Framåt.

### Europa Terra Nostra
Eriksson är ordförande för Europa Terra Nostra (ETN), en samarbetsorganisation för europeiska nationalister. I denna roll driver han en podcast och producerar Antidote, en publikation kopplad till Alliance for Peace and Freedoms (APF) evenemang.

### Det Fria Sverige
Den 25 november 2017 spelade Eriksson en central roll i bildandet av Det fria Sverige, en nationalistisk organisation. Han har tjänat som dess ordförande sedan grundandet.